# Rodolphe Bolliger
Rodolphe Bolliger (* 18. November 1878 in Kölliken; † 26. Mai 1952 in Zürich) war ein Schweizer Maler und Zeichner.

## Leben und Werk
Da der Vater von Rodolphe Bolliger nach Amerika auswanderte und ihn mit seiner Mutter zurückliess, zogen die beiden zur Schwester der Mutter nach Arbon. Diese hatte ein Hotel mit dazugehöriger Pferdestallung für die Reisekutschenpferde. So hatte Bolliger seit frühester Kindheit Kontakt zu Pferden, die er abzeichnete.
Nach der Sekundarschulzeit liess er sich in St. Gallen an der Zeichenschule für Industrie und Gewerbe zum Stickereizeichner ausbilden. Nach der Lehrzeit arbeitete er für ein Jahr in einer Stickereifirma und anschliessend als Zeichner in einem Stickereiatelier in Paris. Während der nächsten zweieinhalb Jahre verbrachte Bolliger seine Freizeit mit dem Zeichnen von Tieren, die er in der Stadt vorfand. Nach Besuch der Weltausstellung und im Kontakt mit seinen Künstlerfreunden, u. a. zu Richard Kissling, beschloss Bolliger, Maler zu werden. Seine Pferdemotive fand er auf der Rennbahn des Bois de Boulogne.
1903 wurde Bolliger wegen Unterernährung in ein Pariser Spital eingeliefert. Nach zwei Monaten konnte er dieses verlassen und kehrte in die Schweiz zurück. 1905 erhielt er ein Eidgenössisches Kunststipendium, das es ihm ermöglichte, für ein Jahr an der Pariser Académie Julian zu studieren.
Bolliger beteiligte sich verschiedentlich am Salon des Indépendants und hatte Kontakt u. a. zu Suzanne Valadon, Roland Dorgelès, Amedeo Modigliani, Pierre Mac Orlan, Raoul Dufy und Maurice Utrillo. Der Kunsthändler und Galerist Paul Guillaume übernahm mehrere Bilder von Bolliger für die erste Ausstellung mit dem Titel: Peintures, sculptures et gravures des meilleurs artistes contemporains. Bolliger lebte mehrere Jahre in Paris.